# Hydroporus rufinasus
Hydroporus rufinasus là một loài bọ cánh cứng trong họ Bọ nước. Loài này được Mannerheim miêu tả khoa học năm 1852.